# Chingy
Chingy, pseudonimo di Howard Bailey Jr. (Saint Louis, 9 marzo 1980), è un rapper e attore statunitense.

## Biografia

### Infanzia
Chingy nasce a St. Louis e cresce in un quartiere a cui ancora oggi, nelle sue canzoni, gli piace riferirsi col termine "Bad Blocks". Ha due fratelli più grandi e due sorelle più piccole. Comincia a diventare fan dell'hip hop ascoltando gruppi Old School come Run DMC e altri artisti di punta come ad esempio Ice Cube, i quali considera i suoi "Beatbox Heroes". Seguendo quindi le orme dei suo idoli Inizia a scrivere testi all'età di soli 9 anni e a registrare brani in studio a 10 anni.
Per una sua possibile carriera futura, il giovane Howard sceglie dapprima gli pseudonimi H. Thugzy e H Thugs, ma opta poi appunto per Chingy, termine slang con riferimento al denaro.

### L'inizio e il successo
Nel 2003, durante il periodo dell'espansione dell'Southern rap (tipo di musica hip hop che da tre anni a quella parte diventerà una vera e propria moda negli Stati Uniti), il rapper Ludacris e il suo manager Chaka Zulu scritturano Chingy nella casa discografica Disturbing tha Peace. Allora, Chingy è considerato un rapper dalle aspettative altissime: taluni lo paragonano addirittura a Nelly, altro rapper di St. Louis che nell'estate dell'anno prima aveva ottenuto un successo enorme con l'album Nellyville (ciò porterà poi i due a scontrarsi apertamente).
Lo stile di Chingy è influenzato non solo da elementi Dirty South, ma anche pop rap e R&B, il tutto condito dallo slang di quell'area. Il rapper diventa particolarmente famoso per il particolare timbro vocale con cui scandisce le rime nelle sue canzoni, piuttosto gradevole e bilanciato.
Il successo arriva con la pubblicazione del singolo d'esordio Right Thurr, che diventa in pochissimo tempo una hit internazionale (debuttando anche in paesi come Regno Unito, Canada, Australia, Nuova Zelanda, Danimarca e Svizzera) e permette a Chingy di farsi conoscere anche fuori dagli USA. Il singolo raggiunge la posizione n.2 all'interno della Billboard Hot 100, ottiene moltissima popolarità anche come hit da club e riscuote innumerevoli ascolti per radio. Ancora oggi, Right Thurr rimane indiscutibilmente il maggiore successo di Chingy.

### Il primo album:Jackpot(2003)
In contemporanea all'uscita di Right Thurr, viene pubblicato il 15 luglio 2003 sotto la Disturbing tha Peace Jackpot, l'attesissimo album di debutto del rapper. Incapace di assicurarsi la diffusione dell'album anche sotto la casa discografica Def Jam Recordings, Ludacris, fondatore della Disturbing tha Peace, sigla un contratto con la Capitol Records. Di conseguenza, l'album esce anche sotto tale etichetta.
A Jackpot partecipano artisti come lo stesso Ludacris, Snoop Dogg, Murphy Lee, I-20, Tity Boi dei Playaz Cicle, J-Weav, Trina e Jermaine Dupri. A produrlo vi è il team di beatmaker The Trak Starz.
I successivi singoli estratti dall'album sono Holidae Inn e One Call Away, rispettivamente coi featuring di Snoop Dogg e Ludacris e del rapper e attore Jason Weaver. Anche questi ottengono il successo sperato; il primo raggiunge la posizione n.3, il secondo la n.2. Un remix del noto singolo Right Thurr in collaborazione con Trina e Jermaine Dupri viene poi pubblicato come quarto singolo, e ne viene estratto anche un videoclip.
In conseguenza al successo di tutti i singoli estratti e degli ottimi risultati di vendita (l'album si piazza alla posizione n.2 nella Billboard 200), Jackpot riscuote molte critiche positive ed è considerato da alcuni come il migliore album dell'estate, nonché "il più chiacchierato". Viene in seguito certificato triplo disco di platino.

## La disputa con laDisturbing tha Peace
Dopo il successo di Jackpot, vi è un'improvvisa e inaspettata disputa tra Chingy e la Disturbing tha Peace per questioni riguardanti i guadagni del rapper, la quale si conclude con l'abbandono della casa discografica da parte di quest'ultimo. L'ottimo rapporto che si era dapprima instaurato tra Chingy e Ludacris finisce repentinamente dopo che il primo accusa il secondo di averlo truffato.
Ludacris risponde pubblicamente alle accuse dando a Chingy del bugiardo e sostenendo che dopo tutto quello che è accaduto tra loro è finita e niente andrà più come prima. Afferma inoltre di meravigliarsi del suo modo di nascondere pubblicamente la cosa nonostante la gravità della situazione e di essere lui stesso a non volerlo più nella Disturbing tha Peace, in quanto:
(Ludacris)
Chingy continua a negare che tra lui e Ludacris vi sia qualche problema, fino a che, nonostante i suoi ulteriori tentativi di tener segreta la cosa, nel 2004 è confermato che lui ha lasciato definitivamente la Disturbing tha Peace per continuare la carriera nella Slot-A-Lot Records sempre attraverso la "Capitol Records", in quanto stanco di essere sotto la giurisdizione di Ludacris e dello staff di quest'ultimo, il quale avrebbe amministrato male il denaro di Chingy e avrebbe anche sfruttato la sua immagine unicamente a scopi personali e impedendogli quindi di ricavare profitti.

### Il secondo album:Powerballin(2004)
Il 16 novembre 2004 Chingy pubblica il suo secondo album Powerballin', sotto appunto le case discografiche Slot-A-Lot Records e Capitol Records. L'unico singolo ufficiale estratto è Balla Baby, che ottiene un discreto successo e raggiunge la posizione n.20 nella Billboard Hot 100. Analogamente a come era stato fatto prima in Jackpot con Right Thurr, di Balla Baby viene poi pubblicato un remix in collaborazione coi rapper Lil' Flip e Boozie, accompagnato da un rispettivo videoclip. Altro singolo estratto da Powerballin' è Don't Worry, in collaborazione con Janet Jackson, il quale passa però quasi inosservato e non è nemmeno accompagnato da un video musicale.
All'album partecipano stavolta artisti decisamente più south e R&B, quali Bun B, Lil' Wayne, David Banner, Lil' Flip, R. Kelly, Janet Jackson e Nate Dogg. La produzione è ancora affidata al tem Trak Starz.
Powerballin raggiunge la posizione n.10 all'interno della Billboard 200, vende solo un milione di copie (contrariamente alle tre e mezzo dell'album precedente) e non viene accolto positivamente dalla critica, la quale giudica Chingy come un famigerato "One Hit Wonder", cioè un artista la cui enorme fama si basa su un'unica vera hit di successo (Right Thurr sopra a tutte).

## Discografia

### Album in studio
- 2003 – Jackpot
- 2004 – Powerballin'
- 2006 – Hoodstar
- 2007 – Hate It or Love It
- 2008 – Everything and Nothing
- 2010 – Success & Failure

### Singoli
- 2003 – Right Thurr (da Jackpot)
- 2004 – Holiday Inn (featuring Snoop Dogg & Ludacris) (da Jackpot)
- 2004 – One Call Away (featuring J-Weav) (da Jackpot)
- 2005 – Right Thurr (Remix) (featuring Jermaine Dupri & Trina) (da Jackpot)
- 2005 – Balla Baby (da Powerballin')
- 2005 – Balla Baby (Remix) (feat. Lil' Flip & Boozie) (da Powerballin')
- 2006 – Pullin' Me Back (feat. Tyrese) (da Hoodstar)
- 2006 – Dem Jeans (feat. Jermaine Dupri) (da Hoodstar)
- 2007 – Gimmie Dat (feat. Ludacris & Bobby Valentino) (da Hate It or Love It)
- 2007 – Fly Like Me (feat. Amerie) (da Hate It or Love It)
- 2010 – Iced Out (feat. 8Ball) (da Success & Failure)
- 2010 – Anythang (feat. Lil' Flip) (da Success & Failure)
- 2010 – Down Thru Durr (da Success & Failure)

### Collaborazioni
- 2004 – I Like That (feat. Houston, Nate Dogg & I-20)
- 2008 – Wanna Balla (feat. Soulja Boy, Gucci Mane & Nicki Minaj)
- 2016 – Nachna (feat. Iraj,  Tony T, Neha Kakkar, Bohemia)

## Filmografia
- Scary Movie 4, regia di David Zucker (2006)
- The System Within (2006)
- Crack Heads (2007)